# Joaquín Peiró
Joaquín Peiró Lucas est un footballeur et entraîneur espagnol né le 29 janvier 1936 à Madrid et mort le 18 mars 2020 dans la même ville.

## Biographie
En tant qu’attaquant, Joaquín Peiró fut international espagnol à 12 reprises pour 5 buts. 
Il participe à la Coupe du monde de football de 1962, au Chili. Tout d’abord, il inscrit un but en éliminatoires, un but contre le Pays de Galles (1-1). En phase finale, il est titulaire contre le Mexique et le Brésil. Il inscrit un but à la 90e minute contre le Mexique, qui permet à l’Espagne de gagner par un but à zéro. L’Espagne termine tout de même dernière de son groupe.
Il participe à la Coupe du monde de football de 1966, en Angleterre. Il est titulaire dans deux matchs sur 3 (Argentine et Suisse), n’inscrivant aucun but. De plus, l’Espagne est éliminée au 1er tour.
Il joue en Espagne et en Italie. En Espagne, il ne joue que dans un club, l’Atlético de Madrid. Il remporte deux coupes d’Espagne et une Coupe des vainqueurs de coupes.
En Italie, il joue au Torino FC, puis à l’Inter Milan et à l’AS Rome. Il remporte une coupe d’Italie, deux Série A, une Ligue des champions et une coupe intercontinentale.
Il devient ensuite entraîneur en Espagne. Il prend la tête d’équipes de troisième, de seconde et de première division. Il remporte une D3 en 1993 avec le Real Murcie, une D2 en 1999 et une coupe Intertoto en 2002 avec Málaga CF. Il arrête sa carrière d’entraîneur en 2004.

## Clubs

### En tant que joueur
- 1955-1962 :  Atlético de Madrid
- 1962-1964 :  Torino FC
- 1964-1966 :  Inter Milan
- 1966-1970 :  AS Rome
- 1970-1971 :  Atlético de Madrid

### En tant qu’entraîneur
- 1987-1988 : Grenade CF
- 1988-1989 : Unió Esportiva Figueres
- 1989-1990 : Atlético de Madrid
- 1991-1993 : Real Murcie
- 1997-1998 : CD Badajoz
- 1998-2003 : Málaga CF
- 2003-2004 : Real Murcie

## Palmarès

### En tant que joueur
- Coupe d'Espagne de football

- - Vainqueur en 1960 et en 1961
  - Finaliste en 1956
- Championnat d'Espagne de football
  - Vice-champion en 1958 et en 1961
  - Troisième en 1962 et en 1971
- Coupe d'Europe des vainqueurs de coupe de football
  - Vainqueur en 1962
- Ligue des champions de l'UEFA
  - Vainqueur en 1965
- Championnat d'Italie de football
  - Champion en 1965 et en 1966
- Coupe d'Italie de football
  - Vainqueur en 1969
  - Finaliste en 1963, en 1964 et en 1965
- Coupe intercontinentale
  - Vainqueur en 1965

### En tant qu’entraîneur
- Championnat d'Espagne de football D2
  - Champion en 1999
- Championnat d'Espagne de football D3
  - Champion en 1993
- Coupe Intertoto
  - Vainqueur en 2002